# خلل

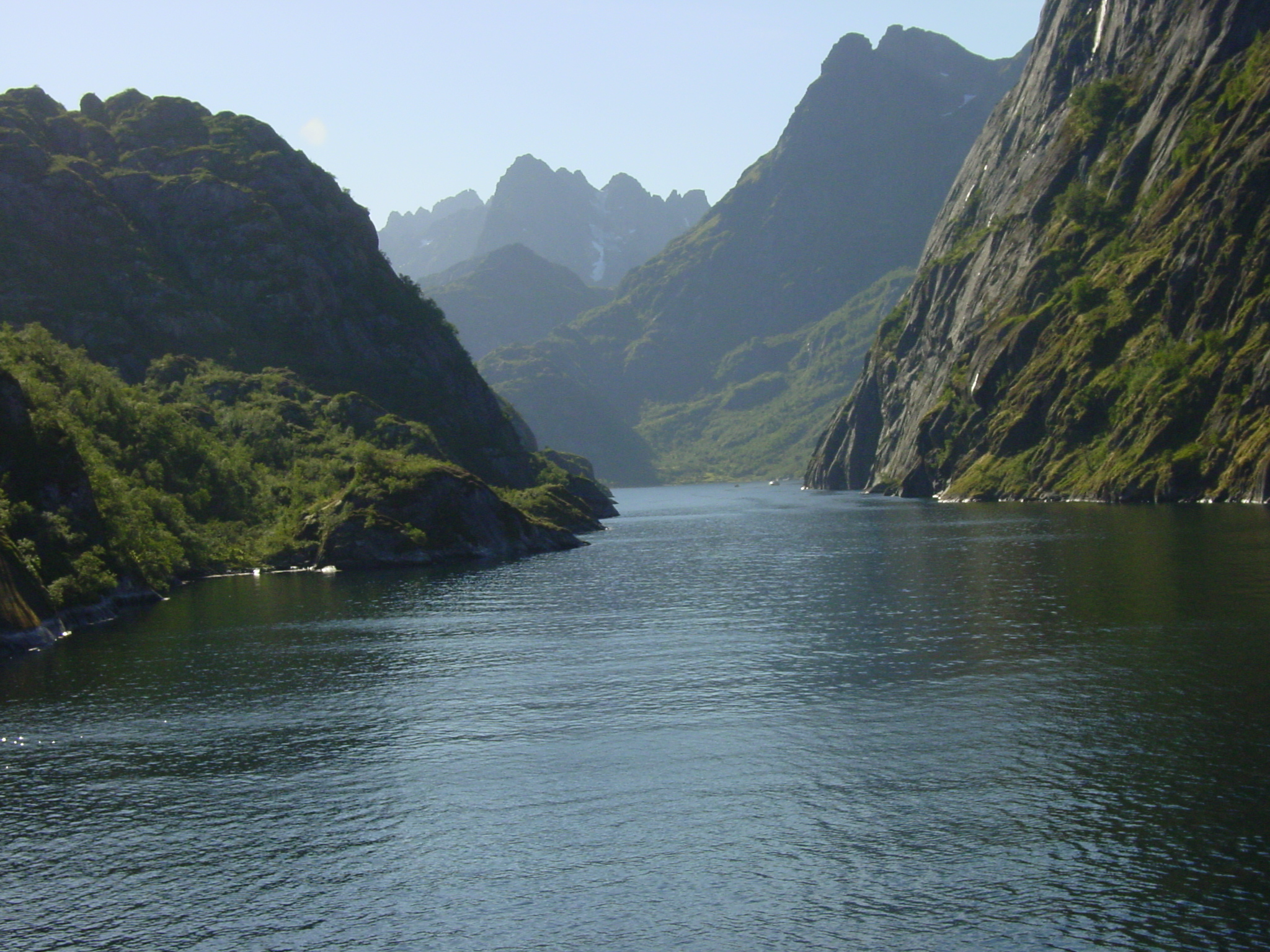
خلل بشمال النرويج

الخَلَل أو الزقاق البحري أو الخليج الإفجيجي أو الإفجيج أو الفِيُورد (نقلً عن اللغات الإسكندنافية Fjord) هو مسطح مائي ساحلي طويل وضيق داخل الأرض وذي جوانب عالية وشديدة الانحدار ووهو ناتج عن جرف الجليد للوادي.
يوجد العديد من الخلال البحرية على سواحل ألاسكا والقارة القطبية الجنوبية وكولومبيا البريطانية وتشيلي والدنمارك وجرينلاند وجزر فارو وأيسلندا وأيرلندا وكامتشاتكا وجزر كيرغولين ونيوزيلندا والنرويج ونوفايا زيمليا ولابرادور ونونافوت ونيوفاوندلاند وكيبيك واسكتلندا وجزيرة جورجيا الجنوبية وجزيرة لوس إستادوس وولاية واشنطن.